# Утрехтская псалтырь
Утрехтская псалтырь (нид. Utrechts Psalter) — памятник средневекового книжного искусства, хранящийся в университетской библиотеке Утрехта (Нидерланды).

## Общие сведения
Утрехтская псалтырь является выдающимся памятником книжного иллюстрирования эпохи Каролингского Возрождения. Она была создана около 820—835 годов в бенедиктинском монастыре Сен-Пьер-д’Овиллер в Шампани и украшена сделанными тушью 166-ю  иллюстрациями. Текст написан на латинском языке. Примерно в это же время в Овильерском аббатстве этими же каллиграфами и художниками было изготовлено и известное Евангелие Эббона. С 1732 года Утрехтская псалтырь хранится в библиотеке университета города Утрехт.
Утрехтская псалтырь является также важным историческим памятником, характеризующим образ жизни и мышления людей каролингской эпохи — в первую очередь благодаря интерпретациям-комментариям, данным изложенным в этой рукописи псалмам.

## История и копии
Полное произведение содержит 108 листов пергамента, размером примерно 13 на 10 дюймов (330 на 250 мм). Страницы формируются из 8 сложенных листов. Вероятно, в начале был портрет, сохранившийся текст начинается с буквицы. Некоторое время считалось, что псалтырь написана в VI веке в основном из-за использования архаичных условностей в написании. Было высказано предположение, что Утрехтская псалтырь предназначалась как хоровая книга, которую несколько монахов могли читать одновременно во время пения из-за написания заглавными буквами и размера книги; в качестве альтернативы выдвигается предположение, что псалтырь предназначалась для молодых монахов, изучающих псалмы наизусть в группах, что, лучше объясняет количество иллюстраций. Считается, что псалтирь была сделана недалеко от Реймса, так как её стиль похож на стиль Евангелий Эббона.